# 시바스주

시바스주의 위치

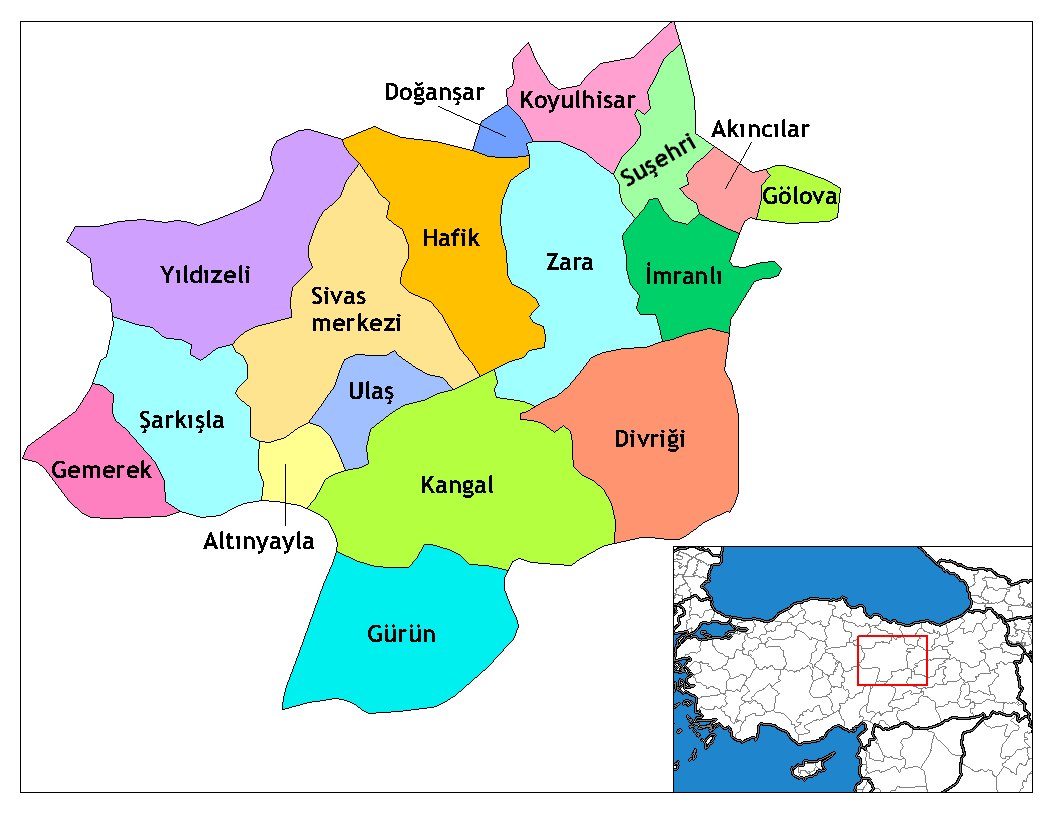
시바스주의 군

시바스주(튀르키예어: Sivas ili)는 튀르키예 북동부에 위치한 주로, 중앙아나톨리아 지역에 속한다. 주도는 시바스이며 면적은 28,488km2, 인구는 810,989명(2006년 기준), 자동차 번호는 58번, 시외전화 지역번호는 0346번이다. 서쪽으로는 요즈가트주, 남서쪽으로는 카이세리주, 남쪽으로는 카흐라만마라시주, 남동쪽으로는 말라티아주, 동쪽으로는 에르진잔주, 북동쪽으로는 기레순주, 북쪽으로는 오르두주와 접하며 17개 군을 관할한다.
튀르키예에서 두 번째로 면적이 넓은 주이며 온천으로 유명한 주이다.